# لبئشوم
لبئشوم الأوروكي وهو الملك السومري الثامن عشر لسلالة أوروك الأولى في القرن 26 ق م خلف الحكم من أودول كالاما وجاء بعده إين نون تاراح أنا حسب قائمة الملوك السومريين.